# غرفة ثقافة الرايخ
غرفة ثقافة الرايخ ( Reichskulturkammer ) وكالة حكومية في ألمانيا النازية. تم تأسيسها بموجب القانون في 22 سبتمبر 1933 في سياق عملية جلايش شالتونج بتشجيع من وزير الرايخ جوزيف غوبلز كمنظمة مهنية لجميع الفنانين المبدعين الألمان. تحديًا لطموحات جبهة العمل الألمانية (DAF) في ظل منافس غوبلز روبرت لي، كان من المفترض أن تتحكم في الحياة الثقافية بأكملها في ألمانيا من خلال إنشاء وتعزيز الفن الآري بما يتوافق مع المثالية النازية.
كان على كل فنان التقدم بطلب للحصول على العضوية عند تقديم شهادة الآرية.

## الهيكل والتنظيم
كانت غرفة ثقافة الرايخ تابعة لوزارة التنوير والدعاية العامة لرايخ في فيلهلمبلاتز في برلين. برئاسة غوبلز نفسه، شغل وزير الدولة في وزارته منصب نائب الرئيس:
- فالتر فونك (1933-1938)
- كارل هانكه (1938-1941)
- ليوبولد جوترر (1941-1944)
- فيرنر ناومان (1944-1945)

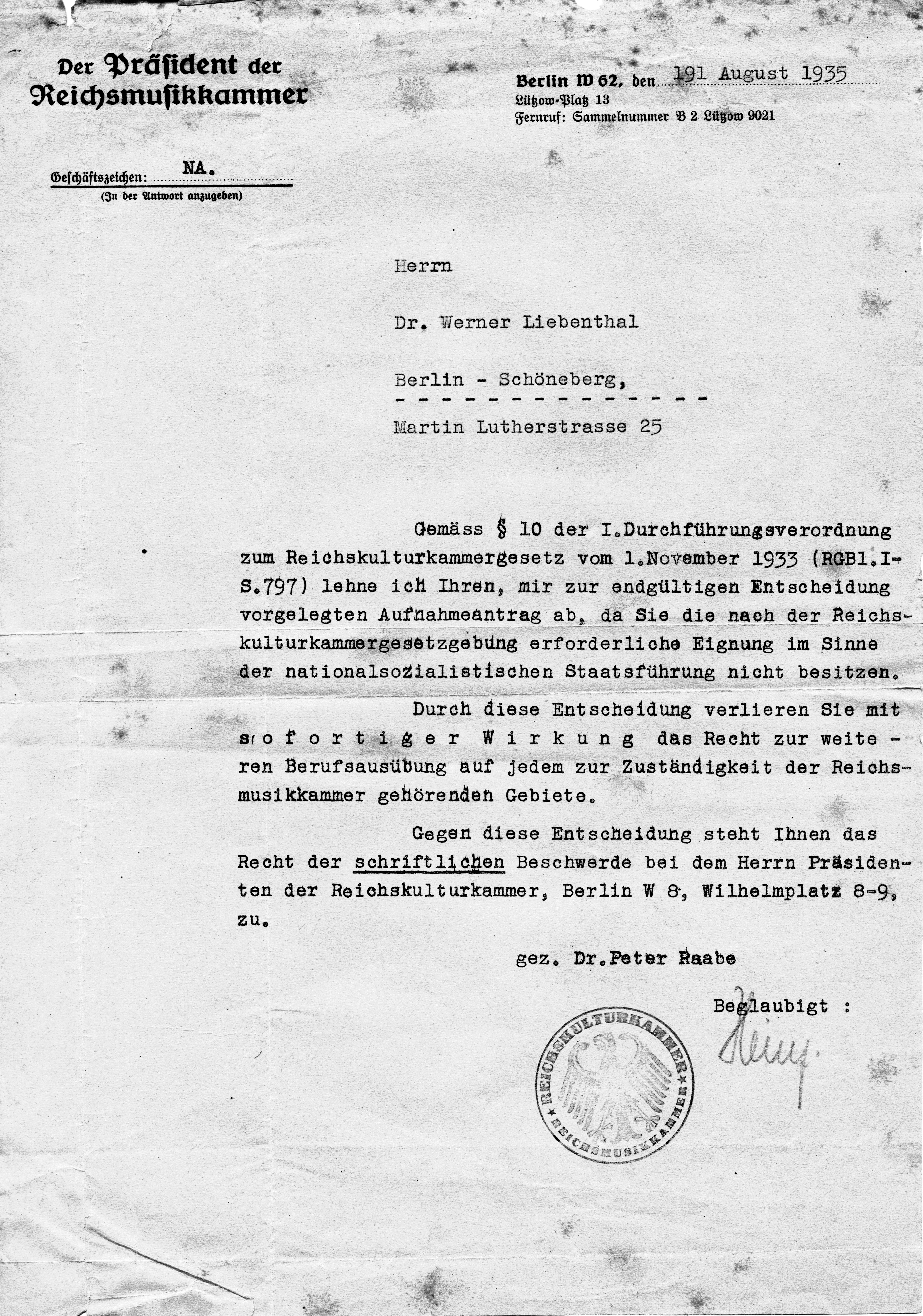
المرسوم الصادر عن غرفة الرايخ للموسيقى لعام 1935 في برلين فيرنر ليبنتال الذي يفرض وقف فوري لنشاطه المهني.

كان ضابط قوات الأمن الخاصة هانز هنكل أحد الضباط المسؤولين عن الغرفة والمفوض الخاص لغوبلز لإزالة اليهود من الحياة الثقافية الألمانية.
تعاملت أقسام مختلفة من غرفة ثقافة الرايخ مع الأفلام والموسيقى والفنون المرئية والمسرح والأدب والإعلام والراديو، نظمت في سبعة أقسام:
- غرفة أفلام الرايخ ، برئاسة كارل Froelich من عام 1939
- غرفة موسيقى الرايخ، برئاسة ريتشارد شتراوس، من عام 1935 من قبل بيتر راابي
- Reichskammer der bildenden Künste ("غرفة الرايخ للفنون الجميلة") ( de ) برئاسة Eugen Hönig من عام 1933، وأدولف تسيغلر من 1936 وفيلهلم كريس من 1943
- Reichstheaterkammer، برئاسة راينر شلوسر 1935-1938، لبول هارتمان من 1942
- Reichsschrifttumskammer، برئاسة هانز فريدريش بلانك، من عام 1935 هانز جوهست
- Reichspressekammer، برئاسة ماكس أمان
- Reichsrundfunkkammer (المهام المسندة إلى Reichs-Rundfunk-Gesellschaft في عام 1939)

## قائمة المراجع
- Steinweis، Alan E. (1996). Art, ideology, & economics in Nazi Germany: the Reich chambers of music, theater, and the visual arts. Chapel Hill, NC: University of North Carolina Press. ISBN:978-0-8078-4607-0. مؤرشف من الأصل في 2016-03-05.